# تدی خرسه (فیلم ۲۰۰۷)
«تدی خرسه» (چکی: Medvídek) یک فیلم کمدی به کارگردانی یان هژبیک است که در سال ۲۰۰۷ منتشر شد.